# موسى فيلوز
موسى فيلوز هو سياسي أمريكي، ولد في 7 نوفمبر 1803 في Brentwood, New Hampshire ‏ في الولايات المتحدة، وتوفي في 25 سبتمبر 1879.